# Kompetence
En kompetence er en persons evne til eller færdighed i at udføre handlinger. I uddannelsesmæssig sammenhæng taler man om formelle eller faglige kompetencer (se fx gymnasial kompetence). Kompetencer erhverves ikke alene i uddannelsesmæssig sammenhæng. Som følge heraf giver det mening af skelne mellem formelle og reelle kompetencer.
Formelle kompetencer kan bestå i myndighed til at udøve en bestemt form for magt, men myndighed giver som bekendt ingen garanti for at en handling udføres "kompetent".
Danmarks Finansministerium og de danske statslige personaleorganisationer har i 1999 sammen oprettet Statens Center for Kompetence- og Kvalitetsudvikling, som har til opgave at styrke kompetenceudvikling af medarbejderne på den danske stats arbejdspladser. I 2011 er institutionens navn ændret til Statens Center for Kompetenceudvikling. (www.kompetenceudvikling.dk)
I modsætning til begrebet kvalifikationer (der defineres som alt et menneske kan) er begrebet kompetence et udtryk for de kvalifikationer et menneske anvender til glæde og gavn for andre (eksempelvis i erhvervsmæssig sammenhæng) – eks. en medarbejder har mange kvalifikationer fx som privatperson, men dem vedkommende udnytter i erhvervsmæssig sammenhæng benævnes kompetence.
Normalt skelner man mellem tre typer af kompetencer:
- faglige kompetencer, der knytter sig specifikt til den funktion en person har – eks. at kunne svejse
- de almene kompetencer, der knytter sig til de kompetencer forskellige medarbejdergrupper nødvendigvis må besidde for at kunne arbejde sammen – eks. sprog
- de personlige kompetencer, der knytter sig til mellemmenneskelige situationer – eks. ansvarlighed.

## Kompetencer i et videnssamfund
I et videnssamfund er kompetencer altid tilført viden, der gennem tilstrækkelig træning resulterer i kunnen.
I videnssamfundet skal en kompetence altid være fuldt operationel i en nutidssvarende form. I modsatte fald er kompetencen at betragte som ikke tilstedeværende. Særligt to forhold gør tidligere opnåede kompetencer uanvendelige: Samfundets konstante forandringer og kompetencer i dvaletilstand (ikke anvendt gennem en længere periode).

## Kompetence som juridisk begreb
Kompetence angår hvilken offentlig myndighed, der har lovhjemmel til at træffe en afgørelse i en sag. Manglende kompetence kan medføre, at afgørelsen bliver ugyldig, jf. KEN nr 10087 af 30/04/2011.